# Orco Feglino
Orco Feglino ( Orco - Fëin in ligure) è un comune italiano di 913 abitanti della provincia di Savona in Liguria.

## Geografia fisica
Il comune è situato nell'alta valle del torrente Aquila, entroterra di Finale Ligure, sul versante meridionale del monte Alto (954 m s.l.m.).

## Storia

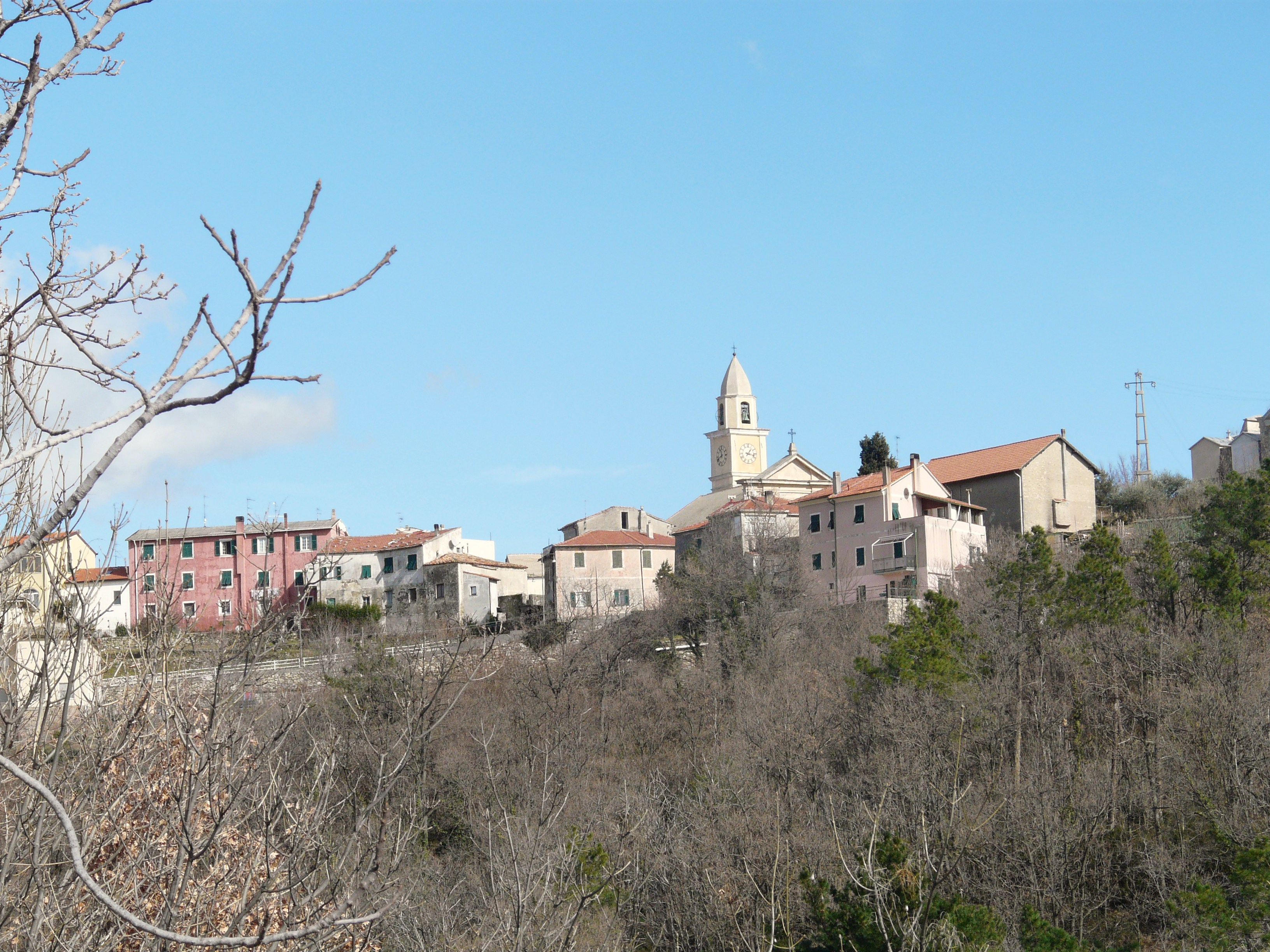
Panorama di Orco

Secondo alcune supposizioni il toponimo "Feglino" deriverebbe dal latino Ad figulinas, ossia "luogo di fabbricazione della ceramica"
Le prime testimonianze storiche relative al territorio sono databili al 967 con la menzione del Castrum Orche all'interno della marca Aleramica. Dal 1091 divenne possedimento di Bonifacio del Vasto e successivamente ereditato, nel 1142, da Enrico I Del Carretto, il fondatore del marchesato di Finale.
I signori feudatari vi costruirono un castello nel borgo di Orco, racchiuso da mura difensive e di un torrione.
Compreso nel marchesato finalese ne seguì le sorti storiche e quindi, nel 1602, territorio della Spagna fino al 1713, quando fu acquistato dalla Repubblica di Genova che assoggettò il territorio alla podesteria di Finale.
Con la dominazione francese napoleonica i due territori di Orco e Feglino rientrarono dal 2 dicembre 1797 nel Dipartimento del Letimbro, con capoluogo Savona, all'interno della Repubblica Ligure. Dal 28 aprile 1798 con i nuovi ordinamenti francesi, fecero parte del V cantone, capoluogo Feglino, della Giurisdizione delle Arene Candide e dal 1803 centro principale del V cantone delle Arene Candide nella Giurisdizione di Colombo. Annesso al Primo Impero francese, dal 13 giugno 1805 al 1814 vennero inseriti nel Dipartimento di Montenotte.
Nel 1815 Orco e Feglino furono inglobati nella provincia di Albenga del Regno di Sardegna, così come stabilì il Congresso di Vienna del 1814, e successivamente nel Regno d'Italia dal 1861. Dal 1859 al 1926 il territorio fu compreso nel IV mandamento di Finalborgo del circondario di Albenga facente parte della provincia di Genova; nel 1927 con la soppressione del circondario ingauno passò, per pochi mesi, nel circondario di Savona e, infine, sotto la neo costituita provincia di Savona.
Il 7 luglio 1869 aggrega il soppresso comune di Orco, mentre dal 26 settembre 1869 assume la denominazione di Orco Feglino.
Dal 1973 al 31 dicembre 2008 ha fatto parte della Comunità montana Pollupice e, con le nuove disposizioni della Legge Regionale n° 24 del 4 luglio 2008, ha fatto parte fino al 2011 della Comunità montana Ponente Savonese. Dal 30 aprile 2015 al 31 dicembre 2019 ha fatto parte dell'Unione dei comuni del Finalese.

### Simboli
Stemma
Gonfalone

Lo stemma e il gonfalone sono stati concessi con decreto del presidente della Repubblica del 1º luglio 1970.

## Monumenti e luoghi d'interesse

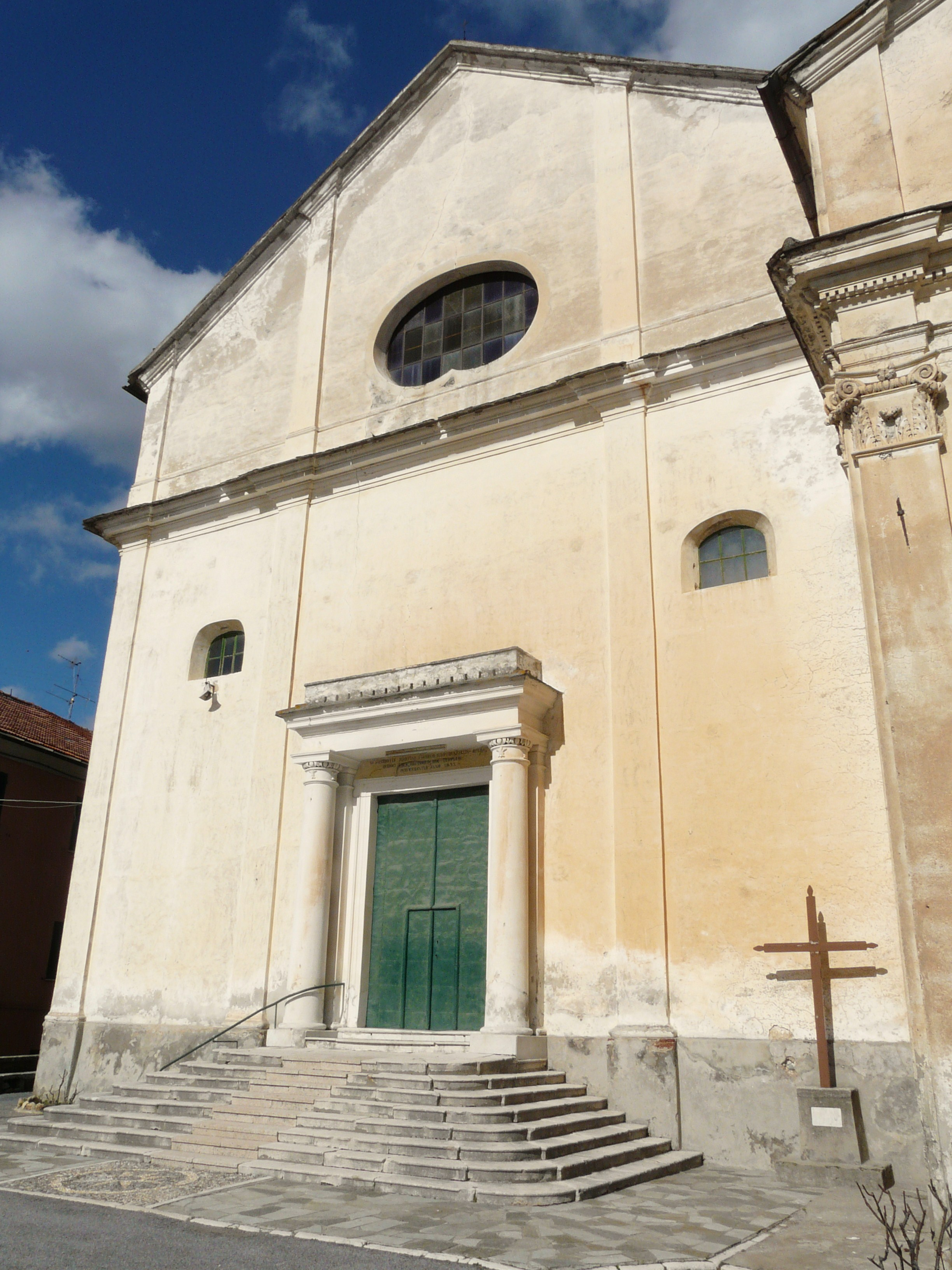
La chiesa parrocchiale di San Lorenzo a Feglino

### Architetture religiose
- Chiesa parrocchiale di San Lorenzo nella sede comunale di Feglino, rifatta in stile barocco nel XIX secolo.
- Oratorio dei Santi Carlo e Bernardo del 1857, adiacente alla parrocchiale di Feglino.
- Santuario di Santa Maria Ausiliatrice nella sede comunale di Feglino, del 1874.
- Cappella di San Rocco, nella sede comunale di Feglino. Piccola chiesetta da poco ristrutturata nel cuore del paese.
- Cappella dell'Immacolata, nella frazione sede comunale di Feglino.
- Chiesa parrocchiale di San Lorenzo, nella frazione di Orco.
- Ex oratorio di Santa Maria Maddalena, addossato alla parrocchiale di San Lorenzo martire a Orco.
- Chiesa di San Lorenzino nella frazione di Orco, presso l'omonimo colle. Costruita tra il XII e il XIV secolo, presenta al suo interno pregiati affreschi del Quattrocento e del Cinquecento. L'adiacente campanile, a due ordini di bifore, venne eretto nel XIV secolo.
- Resti dell'antico oratorio di San Lorenzino, presso l'omonimo colle, struttura ad unica pianta rettangolare e vano absidale con volta a crociera.
- Cappella-Rifugio di San Giacomo, sul colle omonimo.

### Architetture militari
- Castello di Orco. Del medievale castrum Orche[5], eretto su una rupe presso l'abitato di Orco, restano ad oggi alcuni ruderi delle mura e del torrione. La postazione difensiva è citata nel documento imperiale del 967[5] di Ottone I di Sassonia. Subì una nuova rivisitazione tra il XII e il XIV secolo[5] prima del successivo abbandono.

### Reperti archeologici
- Parco archeologico di San Lorenzino nell'unica frazione di Orco, nei pressi della locale chiesa omonima e resti del castello medievale.

## Società

### Evoluzione demografica
Abitanti censiti

### Etnie e minoranze straniere

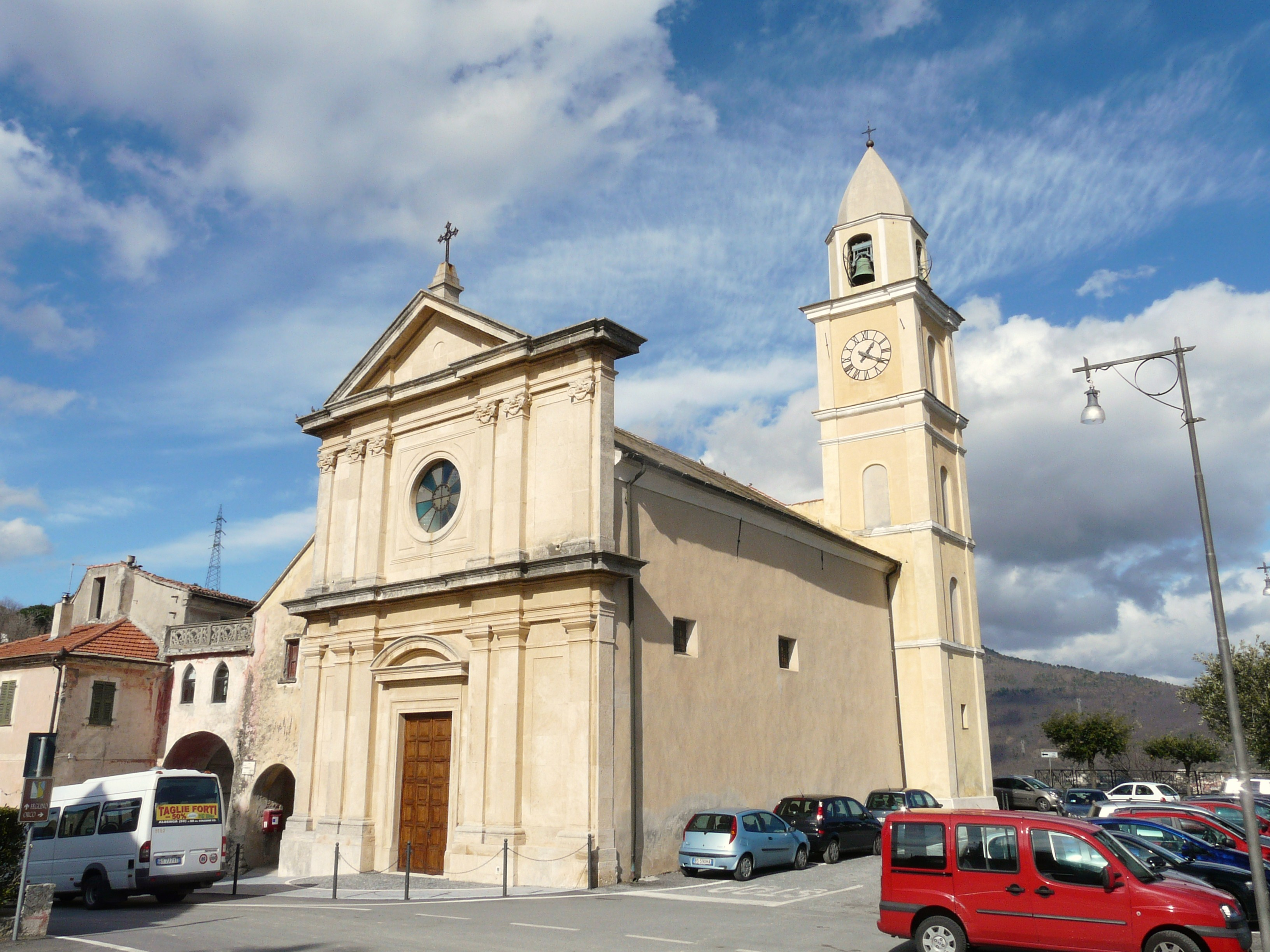
La chiesa parrocchiale di San Lorenzo a Orco

Secondo i dati Istat al 31 dicembre 2019, i cittadini stranieri residenti a Orco Feglino sono 32.

### Istituzioni, enti e associazioni
- Associazione volontari feglinesi. Gruppo che si occupa delle manifestazioni del paese di Feglino, di organizzare incontri con i giovani e molte altre iniziative.
- Pro Loco Orco. Gruppo che si occupa delle manifestazioni della frazione di Orco.
- Confraternita di "San Carlo e Bernardo". Gruppo religioso che si occupa dell'organizzazione di processioni e manifestazioni spirituali. Caratteristica la festa dell'ottava di Pasqua dove viene sfoggiato l'imponente crocifisso che viene portato in processione dai "portatori".
- Gruppo giovani Orco Feglino. Gruppo formato dai ragazzi del paese e si occupa prevalentemente di mettere in scena rappresentazioni teatrali e organizzare attività dedicate ai più giovani.

### Qualità della vita
Nel 2005 il Comune di Orco Feglino ha conseguito la certificazione del proprio sistema di gestione ambientale conformemente alla norma ISO 14001.

## Geografia antropica
Il territorio comunale è costituito dai due borghi di Feglino (161 m s.l.m.) e Orco (377 m s.l.m.) - il primo sul fondovalle del torrente e sede comunale, il secondo su un crinale - per una superficie territoriale di 17,31 km2.
Confina a nord con i comuni di Mallare e Quiliano, a sud con Finale Ligure, a ovest con Vezzi Portio, a est con Calice Ligure.

## Economia
Basa la sua principale attività economica sull'agricoltura. Tra i suoi principali prodotti la frutta - specie le pesche e le albicocche - gli ortaggi, i legumi e uva. Sul territorio sono attive alcune piccole industrie estrattive e della lavorazione del legname.

## Infrastrutture e trasporti

### Strade
Il territorio di Orco Feglino è attraversato dalla strada provinciale 27 che permette il collegamento stradale con Finale Ligure, a sud, e Vezzi Portio a est innestandosi con la provinciale 8.
Inoltre è raggiungibile anche grazie al proprio casello autostradale sull'autostrada A10, ma solamente con uscita sulla carreggiata nord in direzione di Ventimiglia.

## Amministrazione

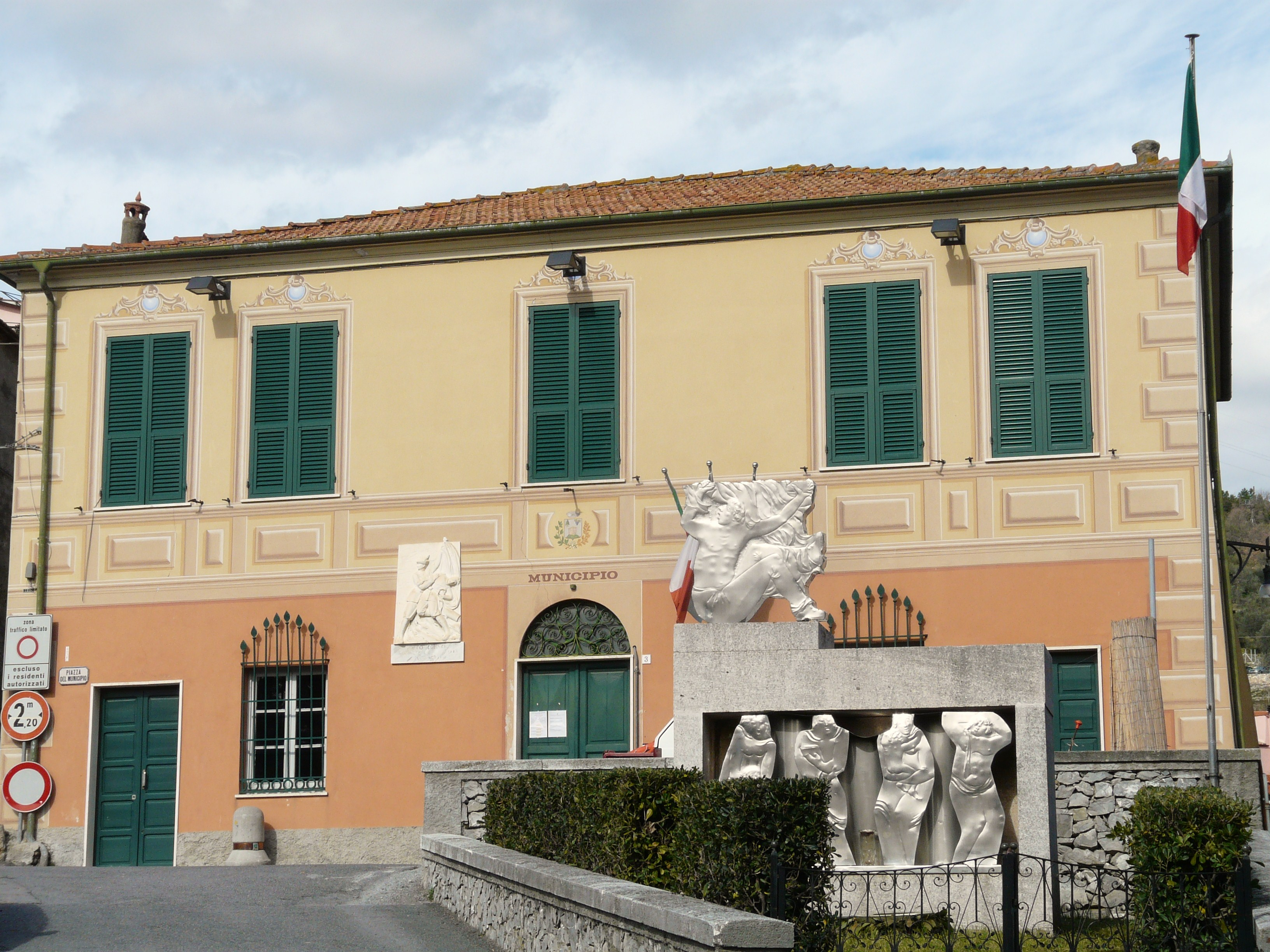
Il municipio

| Periodo        | Periodo        | Primo cittadino  | Partito                               | Carica  | Note |
| -------------- | -------------- | ---------------- | ------------------------------------- | ------- | ---- |
| 1945           | 1946           | Eugenio Pepe     |                                       | Sindaco |      |
| 1946           | 1956           | Adolfo Toscano   |                                       | Sindaco |      |
| 1956           | 1965           | Antonio Fossati  |                                       | Sindaco |      |
| 1965           | 26 giugno 1985 | Nicola Oliveri   | Democrazia Cristiana                  | Sindaco |      |
| 26 giugno 1985 | 24 maggio 1990 | Nicola Oliveri   | Democrazia Cristiana                  | Sindaco |      |
| 24 maggio 1990 | 24 aprile 1995 | Giacomo Boveri   | Democrazia Cristiana                  | Sindaco |      |
| 24 aprile 1995 | 14 giugno 1999 | Giacomo Boveri   | lista civica                          | Sindaco |      |
| 14 giugno 1999 | 14 giugno 2004 | Giacomo Boveri   | lista civica                          | Sindaco |      |
| 14 giugno 2004 | 8 giugno 2009  | Milena Scosseria | lista civica                          | Sindaco |      |
| 8 giugno 2009  | 26 maggio 2014 | Milena Scosseria | Uniti per Orco Feglino (lista civica) | Sindaco |      |
| 26 maggio 2014 | 27 maggio 2019 | Roberto Barelli  | Idea in comune (lista civica)         | Sindaco |      |
| 27 maggio 2019 | 10 giugno 2024 | Roberto Barelli  | Idea in comune (lista civica)         | Sindaco |      |
| 10 giugno 2024 | in carica      | Simone Durante   | Progetto comune (lista civica)        | Sindaco |      |

### Gemellaggi
Orco Feglino è gemellata con:
- Le Crestet

### Altre informazioni amministrative
Orco Feglino fa parte dell'Unione dei comuni del Finalese.